# Pierre Fresnay
Pierre Fresnay (właśc. Pierre Jules Louis Laudenbach; ur. 4 kwietnia 1897 w Paryżu zm. 9 stycznia 1975 w Neuilly-sur-Seine) – francuski aktor filmowy i teatralny.

## Wybrana filmografia
- 1929: La Vierge folle jako Gaston de Charance, brat Diany
- 1934: Człowiek, który wiedział za dużo jako Louis Bernard
- 1936: Sous les yeux d'occident jako Razumov
- 1937: Towarzysze broni jako kapitan Boeldieu
- 1942: Morderca mieszka pod 21 jako Inspektor Wenceslas Wens
- 1947: Monsieur Vincent jako Wincenty à Paulo
- 1950: Sprawiedliwości stało się zadość jako komentator
- 1955: Les Aristocrates jako Markiz de Maubrun
- 1956: Dzwonnik z Notre Dame jako narrator (niewymieniony w czołówce)
- 1973: Les Ecrivains jako Alexandre Damville

## Nagrody i nominacje
Został uhonorowany m.in. Pucharem Volpiego dla najlepszego aktora na 8. MFF w Wenecji oraz był dwukrotnie nominowany do nagrody BAFTA.